# 조정선
조정선은 대한민국의 텔레비전 드라마 작가이다. 

## 드라마
- 2001년 ~ 2002년 KBS2 일요 미니시리즈 《학교 4》 ... 공동집필
- 2007년 KBS2 주말연속극 《며느리 전성시대》 ... 집필
- 2009년 KBS2 주말연속극 《솔약국집 아들들》 ... 집필
- 2011년 KBS2 주말연속극 《사랑을 믿어요》 ... 집필
- 2013년 SBS 주말 특별기획 드라마 《결혼의 여신》 ... 집필
- 2015년 SBS 주말 특별기획 드라마 《내마음 반짝반짝》 ... 집필
- 2016년 ~ 2017년 MBC 주말 특별기획 드라마 《아버님 제가 모실게요》 ... 집필
- 2019년 KBS2 주말연속극 《세상에서 제일 예쁜 내 딸》 ... 집필
- 2023년 KBS2 주말연속극 《효심이네 각자도생》 ... 집필